# 詹姆斯·鲁克
詹姆斯·鲁克（英語：James Rook，1997年11月18日—），澳大利亚男子赛艇运动员。他曾代表澳大利亚参加世界赛艇锦标赛，获得二枚银牌和一枚铜牌。他也曾以舵手身份参加2020年夏季奥林匹克运动会。